# Die Königsloge
Die Königsloge ist ein deutschsprachiger, US-amerikanischer Spielfilm aus dem Jahr 1929. Unter der Regie von Bryan Foy spielen Alexander Moissi und Camilla Horn die Hauptrollen.

## Handlung
England, zu Beginn des 19. Jahrhunderts.
Wieder einmal hat der von der Kritik gefeierte und von seiner Anhängerschaft bewunderte Theaterschauspieler Edmund Kean im Drury Lane Theatre eine glanzvolle Performance hingelegt. Während alle Zuschauer bereits aufgestanden und gegangen sind, verharrt die junge Alice Doren noch andächtig auf ihrem Sitz. Morgen soll sie, nach dem Willen ihres Onkels, den angesehenen Lord Melville heiraten. Doch ihr Streben geht in eine völlig andere Richtung: Sie will unbedingt selbst zum Theater gehen und Schauspielerin werden. Es ist die Stunde, in der sich Alice dazu durchringt, gegen den Familienwillen aufzubegehren. Zwei Tage darauf ist der Eklat in der Londoner High Society perfekt: Alice hat sich unter den Schutz Keans gestellt und wird demnächst, im Rahmen einer Benefizvorstellung, ihren Einstand als Theatermimin geben.
Keans Engagement für die junge Debütantin bringt dem gefeierte Mimen jedoch einige Probleme: seine Geliebte, die verheiratete Gräfin Helene Toeroek ist nämlich ebenso erbost wie eifersüchtig. Darüber hinaus bekommt Kean auch noch königliche Konkurrenz in Sachen Helene, da auch der Thronfolger, der Prince of Wales, ein Auge auf die schöne Adelige geworfen hat. Als sich Gräfin Toeroek wieder einmal in Keans Garderobe aufhält, wird im selben Moment die Ankunft des Prinzen gemeldet, worauf Helene aus dem Zimmer stürmt, um nicht von diesem hier überrascht zu werden. Dabei vergisst sie ihren Fächer. Der Prinz, der dem gefeierten Kean seine Aufwartung machen möchte, erkennt in dessen Garderobe sofort Gräfin Toeroeks Fächer und nimmt jenen an sich.
Als der Prinz und die Gräfin zur Vorstellung gemeinsam in der Königsloge Platz nehmen bekommt Kean unten auf der Bühne mit, wie sich „seine“ Helene dem Thronfolger zuwendet. Daraufhin attackiert er in einem Anfall von Eifersucht den Prince of Wales verbal, was zu einem Skandal erster Güte führt. Die Vorstellung wird abgebrochen, und Edmund Kean muss auf Geheiß des Prinzen London sofort verlassen. Kaltlächelnd steht Gräfin Helene neben ihrem mächtigen Beschützer und reicht diesem ihren Arm. Für Kean, vom Liebling der Götter zum gesellschaftlichen Paria abgestürzt, beginnt nun der allmähliche Verfall. Seine Freunde wenden sich von ihm ab, und bald gerät er in Vergessenheit. Erst nach vielen Jahren der Verbannung darf er in die englische Hauptstadt zurückkehren, doch sein Ruhm ist längst verblasst.

## Produktionsnotizen
Die Königsloge wurde im Juni/Juli 1929 in den Vitaphone-Ateliers in New York City sowie auf Coney Island (Außenaufnahmen) gedreht. Es handelt sich um die deutsche Version eines Tonfilms der Warner Bros. Das Studio wollte sich mit fremdsprachigen, in den USA produzierten Filmen einen Weltmarkt erschließen. Das Resultat war eher unbefriedigend. Die deutsche Erstaufführung fand am 21. November 1929 im Berliner Titania-Palast statt.
Die Produktion besitzt filmhistorische Bedeutung als einer der ersten einhundertprozentigen, deutschsprachigen Tonfilme. Für den US-Markt wurde von der Filmbiografie Die Königsloge auch eine englischsprachige Version unter dem Titel The Royal Box gedreht. Sie lief in den USA am 24. Dezember 1929 an.
Der deutsche Tonfilm-Patentkrieg wurde zwar schon am 13. März 1929 beigelegt, allerdings gab es in Deutschland noch zu wenige erprobte Tonfilm-Geräte und erfahrene Techniker für eine regelmäßige Tonfilmproduktion. Deutsche Produzenten suchten daher gezielt die Zusammenarbeit mit den erfahrenen englischen und amerikanischen Studios. Als erster deutscher „Sprechfilm“ gilt Atlantic (Premiere am 28. Oktober 1929), der in den Elstree-Studios (England) gedreht wurde. Die Königsloge ist der dritte oder vierte deutschsprachige Spielfilm (Dokumentarfilme und Kurzfilme nicht mitgerechnet).
Die Königsloge war der erste Film Siegfried Rumanns. Der am Neujahrstag 1923 in die USA eingewanderte Hamburger hatte außer diesem Film nur noch einen einzigen weiteren komplett auf Deutsch gedreht: Die Jungfrau auf dem Dach von Otto Preminger.
Die Adaption einer Vorlage von Alexandre Dumas hat mit dem Leben des wahren Edmond Kean kaum etwas zu tun.

## Kritik
Die Filmkritik beurteilte den Film kaum inhaltlich, sondern im Wesentlichen hinsichtlich der revolutionären Neuerung in der Kinematographie: der Einführung des Tonfilms. Nachfolgend einige Beispiele.
Die Vossische Zeitung schrieb: „Moissi ist bei dieser Arbeit mehr als nur der Star. Er will nicht nur den Film herunterspielen,  sein Honorar einstecken und abreisen, er will dem neuen Kunstmittel seinen Stil, seine Stimme aufzwingen. Er schmeichelt dem Aufnahmeapparat, er streichelt das Mikrophon, es geht ihm um ein Prinzip. […] Moissi hat für den Sprechtext die glückliche Formel gefunden: er müsse knapp und blühend sein. Den Reiz seiner Sprache bewahrt er am sichersten in der hohen tenoren Lage.“
Felix Scherret von Der Abend, Nr. 548 vom 22. November 1929, war der Ansicht, Regisseur Bryan Foy suche „neue Wege für den Tonfilm im rein szenischen Aufbau. In erster Linie vermeide er unmotivierte Großaufnahmen, die der Tonfilm gewöhnlich aus dem stummen Film übernimmt“. Zu Moissi äußerte Scherret: „Beherrschend im Mittelpunkt steht Alexander Moissi als Kean. Die anderen Sprecher wirken daneben schablonenhaft. Moissi, der im stummen Film versagte, weil bei ihm Mimik und Geste erst durch das Wort Leben und Ausdruck erhalten, wirkt hier blutvoll komödiantenhaft, entwickelt eine herrliche spielerische Grazie. Seien intensive Stimme verliert fast nichts von ihrem bestrickenden Klang.“
Ganz anders sah das Herbert Ihering vom Berliner Börsen-Courier, Nr. 546 vom 22. November 1929, der der Ansicht war, der Tonfilm habe Alexander Moissi entstellt: „Wenn er flüstert, gibt es ein Gefauche wie von einem Katerquartett. Wenn er schnell und laut spricht, dröhnt und krächzt und spuckt der Apparat. Von Moissi versteht man nicht die Hälfte, von seinen Mitspielern nicht drei Viertel. Klägliches Fiasko, deprimierendes Versagen!“
Helmut Rosenthal von der B.Z. am Mittag, Berlin, Nr. 319 vom 22. November 1929, war ähnlicher Ansicht und schrieb, dass „Alexander Moissis Spiel in einer unverkennbaren Übergangsschwebe verhaftet“ bleibe. So werde „ein starres Blicken der Pupillen unversehens zum Glotzauge; ein Raunen stöhn[e] als spukhaftes Keuchen heraus…“ Es bleibe noch viel „umzubilden; wie viel mehr noch bei der Partnerin Camilla Horn“.
Hanns G. Lustig von der Tageszeitung Tempo, Berlin, Nr. 273 vom 22. November 1929, schrieb: „Herrliche Leinwand! Als sie noch stumm war, da war sie so sanft, daß sie tausend Lügen in der Stunde willig ertrug. Sie tut es nicht mehr. Sie schreit, sie tobt, sie brüllt, wenn ihr Widernatürliches aufgezwungen wird.“ Und einige Zeilen später: „Wir wollen den Tonfilm. Deshalb lehnen wir diesen ab. Bedingungslos.“
Karlheinz Wendtland argumentierte: „Trotz guter Darstellung stören die schlechten Dialoge, und auch die Tonqualität läßt zu wünschen übrig.“ F. v. Zglinicki urteilte in Weg des Films (Olms Presse, Hildesheim, 1979, S. 637): „Camilla Horn war darin hervorragend, Moissi enttäuschte, denn die damalige Tontechnik vermochte der nuancenreichen Sprechmelodik Moissis nicht zu genügen.“